# (34709) 2001 OW96
2001 OW96 (asteroide 34709) é um asteroide da cintura principal. Possui uma excentricidade de 0.09947800 e uma inclinação de 12.96382º.
Este asteroide foi descoberto no dia 25 de julho de 2001 por NEAT em Haleakala.